# Р178 (Росія)
Автошлях Р178 — автомобільна дорога федерального значення. З'єднує міста Саранськ та Ульяновськ. Автомобільна дорога, що з'єднує Ульяновськ, Димитровград і Самару, є логічним продовженням траси Р178 і зараз не є дорогою федерального значення. Ділянка від Ульяновська та до кордону Ульянівської та Самарської областей має статус міжрегіональної та знаходиться у віданні Адміністрації Ульянівської області та має позначення – 73Р-178, а ділянка від кордону Ульянівської та Самарської областей та до перетину з автошляхом М5 – у віданні Адміністрації Самарської області має позначення 36Р-170.

## Покриття

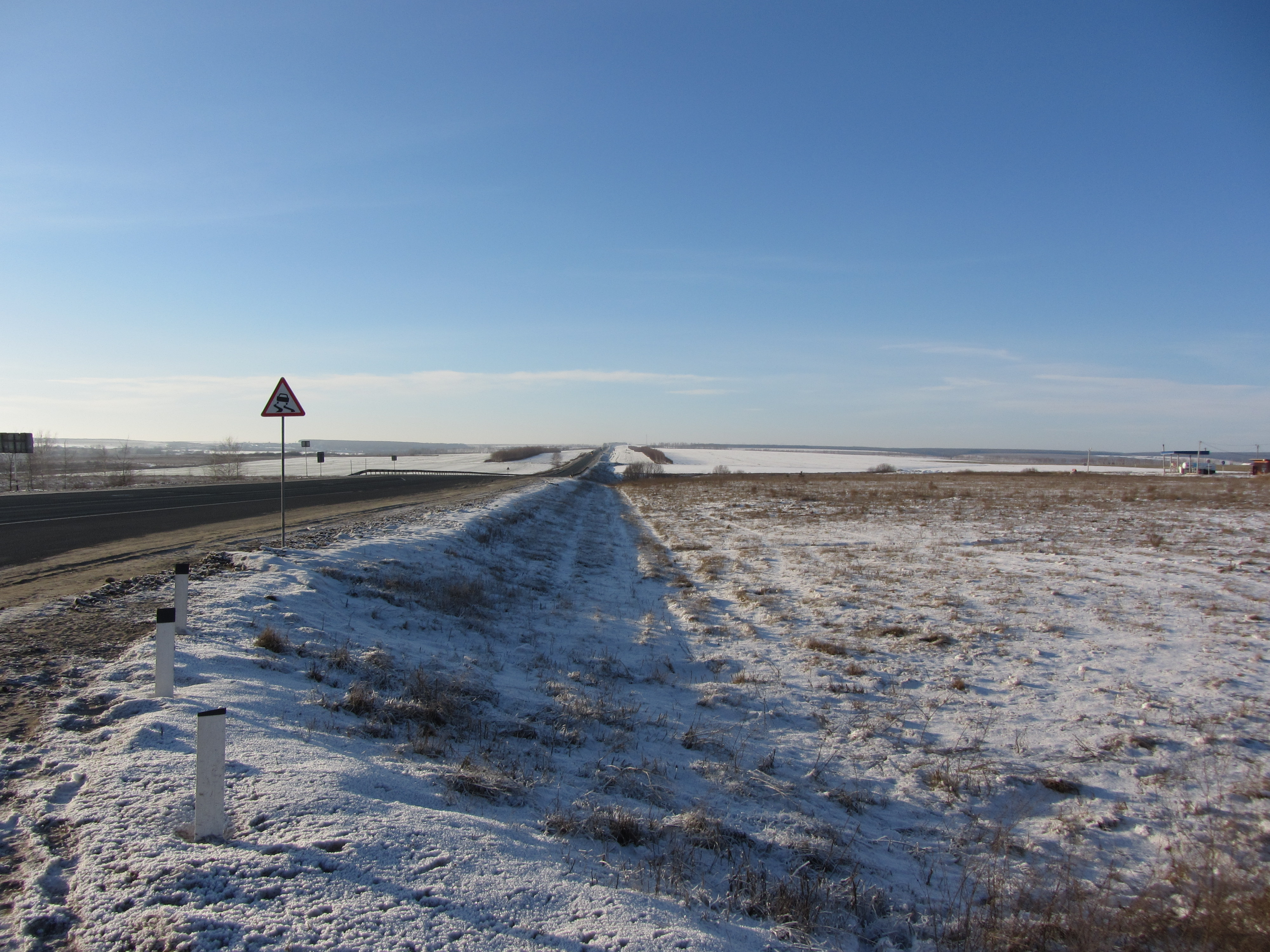
P178 біля с. Дубенки (інфраструктура дороги)

Автошлях має асфальтове покриття хорошої якості. Місцями є колійність. У зимовий час автошлях очищається спецтехнікою та хімічними реагентами.
Станом на серпень 2016 року автошлях має значні ділянки з гарним асфальтовим покриттям. За 15 км до кордону з Ульяновської області (під час руху з боку Саранська) на дорозі проводиться реконструкція.

## Маршрут
Автомобільна дорога виходить із вул. Косарьова в Саранську і фактично починається з 8 км. Проходить по Лямбірському, Чамзинському, Дубенському районах Мордовії, Сурському, Карсунському, Майнському, Ульяновському районах Ульяновської області. Закінчення дороги — кільцеве перетин на кордоні Ульяновська. Довжина автомобільної дороги у федеральній власності становить 210,81 км, решта — у власності відповідних муніципальних утворень.

## Характеристика
Автомобільна дорога загального користування, звичайного типу (нешвидкісна), II технічної категорії, з'єднує адміністративні центри суб'єктів федерації один з одним. Число смуг руху 2 (з перехідно-швидкісними смугами до 4-х). На дорозі є кільцеві перетину в одному рівні (на виході з Саранська, на перетині з напрямком Чамзинка — Великі Березники, на вході до Ульяновська), перетин у двох рівнях зі Східним обходом м. Саранська у південному напрямку.

## Перетин річок
Найбільша річка, яку перетинає автошлях, — Сура.